# Hygrotus patruelis
Hygrotus patruelis är en skalbaggsart som först beskrevs av Leconte 1855.  Hygrotus patruelis ingår i släktet Hygrotus och familjen dykare. Inga underarter finns listade i Catalogue of Life.